# HMS Delight (H38)
«Ділайт» (англ. HMS Delight (H38) — військовий корабель, ескадрений міноносець типу «D» Королівського військово-морського флоту Великої Британії за часів Другої світової війни.

## Історія створення
Есмінець «Ділайт» закладений 22 квітня 1931 року на верфі Fairfield Shipbuilding and Engineering Company у Глазго. 2 червня 1932 року він був спущений на воду, а 31 січня 1933 року увійшов до складу Королівських ВМС Великої Британії.

## Історія служби
«Ділайт» розпочав службу в лавах 1-ї флотилії есмінців Середземноморського флоту, згодом, з січня 1935 року, був переведений до Китайської станції британського флоту. З вересня до листопада 1935 року під час Абіссінської кризи корабель патрулював в акваторії Червоного моря для моніторингу ситуації в регіоні, після чого повернувся на Далекий Схід, де проходив службу до початку Другої світової війни.
Корабель незадовго перед початком вторгнення німецького вермахту до Польщі був переведений разом з однотипними «сістер-шипами» назад до Середземноморського флоту. 19 вересня 1939 року вони прибули до Адена, потім до Александрії та залишалися протягом наступних трьох місяців у Середземному морі. У грудні «Ділайт» прибув до Портсмута, де був включений до сил Домашнього флоту.
27 січня 1940 року після проведення ремонту «Ділайт» увійшов до 3-ї флотилії есмінців. Брав активну участь у Норвезькій кампанії. Наприкінці квітня супроводжував авіаносець «Ф'юріос» при поверненні того до Скапа-Флоу. 1 травня перевозив війська разом з легкими крейсерами «Манчестер» та «Бірмінгем» у ході евакуації з Ондалснеса. 27-28 травня підтримував союзні війська, що відбили в німців Нарвік під час боїв за це норвезьке місто. Згодом брав участь в евакуації британських військ з Буде. 7-8 червня залучався до ескорту транспортного конвою союзників, що вивозили війська з Нарвіка.
З 10 липня 1940 року розпочалася повітряна битва за Британію. Корабель перебував у цей час у доках Портленда. 29 липня вийшов з бухти й завдяки німецьким радарам був виявлений противником. О 19:25 12 Ju 87 зі складу III./Sturzkampfgeschwader 2 під командуванням командира групи Вальтера Еннекеруса атакували «Ділайт» у 20 милях від Портленда. Корабель був уражений авіаційною бомбою, внаслідок чого сталася пожежа та вибух. Корабель затонув пізніше ввечері, втративши шість членів екіпажу.